# Micah Lawrence
Micah Lawrence (Las Cruces, 20 luglio 1990) è un'ex nuotatrice statunitense specializzata nello stile a rana.
I suoi risultati più importanti sono due podi conquistati in altrettante edizioni dei campionati mondiali (2013 e 2015).

## Biografia
Micah Lawrence è nata a Las Cruces, nello stato del Nuovo Messico, il 20 luglio 1990. È figlia di due ex-atleti, Scott e Caroline Lawrence.

## Carriera

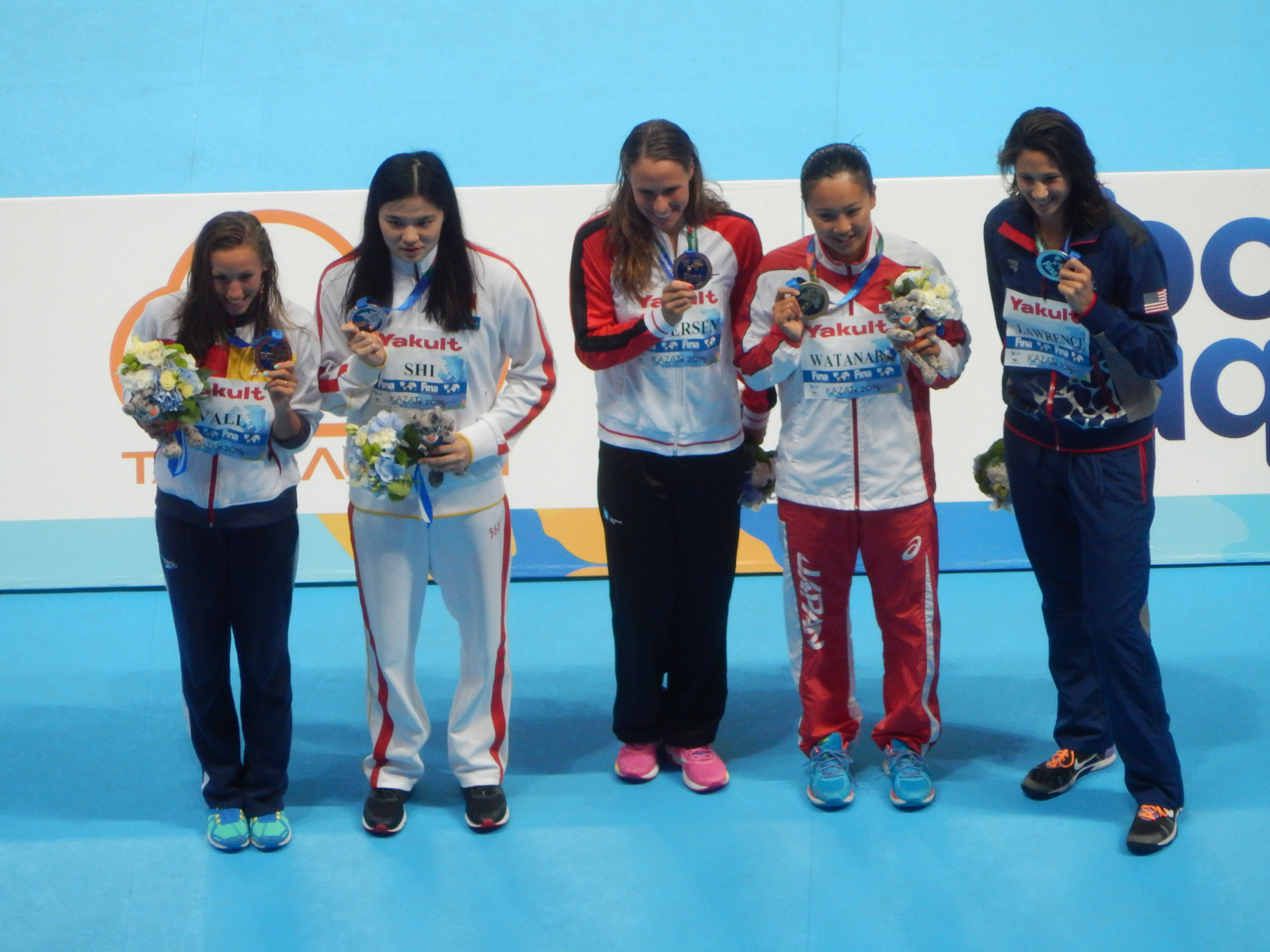
Micah Lawrence (quinta a partire da sinistra) dopo la premiazione dei 200 m rana ai mondiali di Kazan' del 2015

Nel 2013, conquista la medaglia di bronzo nei 200 m rana ai campionati mondiali di Barcellona.
Il 7 agosto 2015, conquista la medaglia d'argento nei 200 m rana ai campionati mondiali  di Kazan', in Russia, piazzandosi al secondo posto con il tempo di 2'22"44 dietro la giapponese Kanako Watanabe (prima con il tempo di 2'21"15) e davanti alla spagnola Jessica Vall, alla danese Rikke Møller Pedersen, e alla cinese Shi Jinglin, terze ex aequo con il tempo di 2'22"76.

## Palmarès
- Mondiali

Barcellona 2013: bronzo nei 200m rana.
Kazan 2015: argento nei 200m rana.
- Campionati panpacifici

Tokyo 2018: oro nei 200m rana.